# Ізраїль Достровський
Ізраїль Достровський (іврит. ישראל דוֹסְטְרוֹבְסקי; нар. 29 листопада 1918, Одеса — 28 вересня 2010, Ізраїль) — ізраїльський фізико-хімік.

## Біографія
Ізраїль Достровський народився 29 листопада 1918 року в Одесі. Батько, Ар'є Достровський (1887—1975) — один з провідних ізмаїльських лікарів-дерматологів і епідеміологів, в 1949—1953 роках — декан медичного факультету Єврейського університету в Єрусалимі, був членом Хагани. Старша сестра — викладачка фортепіанної майстерності Йохевед Достровскі-Куперник (1910—2008), в 1947 році була лідером групи педагогів, які заснували Нову єрусалимську консерваторію, з якої виросла Академії музики (Академія музики і танцю імені С. Рубіна), яку Достровскі-Куперник очолювала до 1979 року, внісши істотний внесок у формуванні в країні музичної педагогіки, орієнтованої на вищі світові стандарти. Кузен — Яаков Дорі.
У 1919 році з родиною репатріювався в Ерец-Ісраель.
Навчався в Гімназії Рехавії.
У 13 років вступив в Хагану, де служив сигнальником, за допомогою дзеркал передавав різну інформацію.
У 1940 році закінчив Лондонський університет, спеціалізувався в галузі фізичної хімії, після закінчення аспірантури в 1943 році захистив докторську дисертацію. У 1943—1948 роках викладав хімію в університеті Північного Уельсу. У 1942 або 1944 році був нагороджений медаллю імені У. Рамзая.
1 квітня 1948 року повернувся до Ізраїлю, і до 1965 року очолював відділення з вивчення радіоактивних ізотопів (сконструював пристрій для їх поділу) в інституті Вейцмана.
У 1951 році — лауреат премії імені Хаїма Вейцмана.
У 1961—1964 роках займався науковою роботою в США.
У 1965—1971 роках — генеральний директор Ізраїльської комісії з атомної енергії. Залишався членом консультативної наукової ради цієї комісії до 1981 року, внісши за цей час значний внесок в успішну реалізацію наукових програм стратегічного значення.
У 1971—1972 роках — віце-президент Інституту Вейцмана.
У 1973—1976 роках — президент інституту Вейцмана.
Потім був призначений головним радником з наукових питань при Міністерстві оборони.
У 1973—1981 роках — член науково-консультативної ради Міжнародного агентства з атомної енергії у Відні.
У 1982 році був обраний дійсним членом Ізраїльської академії наук.
У 1994 році — почесний доктор Тель-Авівського університету і Техніона.
У 1995 році — лауреат Державною премією Ізраїлю в галузі точних наук.
Дослідження присвячені механізму хімічних реакцій, ізотопним ефектам і механізмам ядерних реакцій, а також використанню сонячної енергії.
Був одружений, мав двоє дітей.
Помер 28 вересня 2010 року в Реховоті.